# 誰我為
「誰我為」（たがため）は日本のロックバンド・凛として時雨のギター・ボーカルであるTKがTK from 凛として時雨名義として発表した9枚目のシングル。2024年6月5日にソニー・ミュージックアソシエイテッドレコーズから発売された。
表題曲の「誰我為」は、テレビアニメ『僕のヒーローアカデミア』7期のオープニングテーマとして書き下ろされている。

## 背景とリリース
前作のシングル「クジャクジャノマアムアイア (TV edit)」より約6ヶ月ぶりのリリースとなる。
表題曲は、テレビアニメ『僕のヒーローアカデミア』7期のオープニングテーマとして使用されており、TKがテレビアニメの主題歌を担当するのは「first death」以来約2年ぶりとなった。
2024年2月25日、横浜アリーナで開催されたライブイベント「ANI-ROCK FES. 2024 僕のヒーローアカデミア PLUS ULTRA LIVE」にて、テレビアニメ『僕のヒーローアカデミア』7期のオープニングテーマをTK from 凛として時雨が担当したことが発表された。
2024年3月24日、タイトルが「誰我為」であることが明らかになった。また、アニメのPVが公開され、「誰我為」の音源が一部公開された。
2024年4月17日、CDシングルを同年6月5日に通常盤と期間生産限定盤の二形態でリリースすることが発表された。通常盤には表題曲の「誰我為」とそのインストゥルメンタルバージョンの他、カップリングとして、NHK『みんなのうた』2023年12月・2024年1月のオンエア楽曲に採用された「クジャクジャノマアムアイア」のTVサイズバージョンとそのインストゥルメンタルバージョンを収録され、期間生産限定盤には表題曲とそのテレビサイズバージョンとインストゥルメンタルバージョンが収録された。また、期間生産限定盤にはBlu-ray Discが付属し、Discにはテレビアニメ『僕のヒーローアカデミア』7期のノンクレジットオープニング映像と表題曲のミュージックビデオが収録されている。
テレビアニメ7期の放送開始日である2024年5月4日にCDリリースに先駆けて表題曲が先行配信された。
2024年5月8日、期間生産限定盤のCDジャケットが公開された。ジャケットはアニメの制作を担当しているボンズによる描き下ろしとなっており、緑谷出久、爆豪勝己、轟焦凍が線画で描かれたものとなっている。
| 形態           | 規格            | 規格品番  | 出典   |
| -------------- | --------------- | --------- | ------ |
| 期間生産限定盤 | CD+Blu-ray Disc | AICL-4589 | [ 12 ] |
| 通常盤         | CD              | AICL-4588 | [ 13 ] |

## 楽曲解説

### 誰我為
読売テレビ・日本テレビ系テレビアニメ『僕のヒーローアカデミア』7期オープニングテーマ。TKはアニメ側から主題歌制作の依頼が来た際、今までに感じたことがないドキドキ感とワクワク感を感じ、「やるからには新しいものを見せたい」と思い制作に取り掛かった。
TKは原作漫画を読む前はもっと明るい作品だと思っていたが、敵側にもフィーチャーした本作に作品の奥行きを感じ、「今を更新していく緊張感が随所にあり、読んでいて音楽が自然と吸い寄せられる感覚」を覚え、クリエイターとして刺激を受けたという。
TKは今までにアニメの主題歌に起用された楽曲も聴き自分にしか書けないものを考えたところ、「楽曲を聴くと物語の奥底にあるものが浮かび上がってくるものにしたい」と思った。「自分は何を残せるのか」考え、「その瞬間までを全力で生き抜く」という自身の音楽活動とヒーローと敵の戦いの中で「自分はどうやって、何を求めて生き抜くのか」という物語を重ね合わせて制作した。
歌詞は、「誰のためなのか」というテーマを基に、自身とヒーローを重ね合わせ、敵の存在も意識しながら立体的に捉えて書かれた。また、1番はヒーロー、2番は敵と楽曲のセクションによって歌詞が違う視点が描かれている。TKはそれぞれ違う場所にいる自分たちも元々一緒にのところにいたということを作品から感じ取って書いたという。

主題歌担当が発表された際、TKは本楽曲について次のようなコメントをしている。
| 「  | 個性もない、才能もない、ヒーローとはあまりにも程遠い自分が作品の為に描けるものは何かをずっと考えました。ふと目の前を飛んで来たシャボン玉が、あまりに鮮やかな虹色を映してコンクリートに形を遺して消えた瞬間、この曲のテーマが生まれました。奪われながら、痛みすら手に入れながら続くこの戦いは自分の為か、誰かの為か。ボロボロの世界に射し込む輝きがこの楽曲と共に刻まれます様に。 | 」 |
| —TK | |    |

ミュージックビデオは2024年5月11日21時にYouTubeにてプレミア公開された。Takuya Oyamaが監督を務めており、TK、ドラマーのTatsuya Amano、ベーシストの吉田一郎不可触世界、ピアニストの和久井紗良、ヴァイオリニストの須原杏による演奏と俳優の大原海輝が演じるシーンを交えた映像となっている。

### クジャクジャノマアムアイア
NHK『みんなのうた』2023年12月・2024年1月オンエア楽曲。タイトルは「アイアムあまのじゃく」というフレーズを逆さから読んだものである。2023年12月20日に配信リリースが開始された。

## 収録内容
| 全作詞・作曲・編曲: TK。 |                                              |      |            |       |
| #                        | タイトル                                     | 作詞 | 作曲・編曲 | 時間  |
| 1.                       | 「誰我為」                                   | TK   | TK         | 00:00 |
| 2.                       | 「クジャクジャノマアムアイア」(TV edit)      | TK   | TK         | 00:00 |
| 3.                       | 「誰我為」(Instrumental)                     | TK   | TK         | 00:00 |
| 4.                       | 「クジャクジャノマアムアイア」(Instrumental) | TK   | TK         | 00:00 |
| 合計時間:                | 合計時間:                                    | 0:00 |            |       |

| 全作詞・作曲・編曲: TK。 |                          |      |            |       |
| #                        | タイトル                 | 作詞 | 作曲・編曲 | 時間  |
| 1.                       | 「誰我為」               | TK   | TK         | 00:00 |
| 2.                       | 「誰我為」(TV edit)      | TK   | TK         | 00:00 |
| 3.                       | 「誰我為」(Instrumental) | TK   | TK         | 00:00 |
| 合計時間:                | 合計時間:                | 0:00 |            |       |

| #  | タイトル                                              | 作詞 | 作曲・編曲 |
| -- | ----------------------------------------------------- | ---- | ---------- |
| 1. | 「『僕のヒーローアカデミア』7期OPノンクレジット映像」 |      |            |
| 2. | 「誰我為」(Music Video)                               |      |            |